# Adalbert Adam Barić
Adalbert Adam Barić (negdje i kao Adam Adalbert Barić, Barits, Barics Bela) (Novi Sad, 1742. – Beč, 10. prosinca 1813.) bio je hrvatski pravnik, sveučilišni profesor i spisatelj. 

## Životopis
Barić je odrastao je i školovao se u Novom Sadu. Studirao je pravo u Budimu i doktorirao u Beču. Pisao je na latinskom jeziku. Djela su mu prevedena na njemački i mađarski jezik. Predavao je pravo na Političko-kameralnom studiju (Studium politico-camerale) u Varaždinu i Zagrebu. Bio je predavačem i rektorom na sveučilištu u Budimpešti. Bio je prvi profesor političkih i ekonomskih znanosti u Hrvatskoj.

## Djela
- Uobičajena krunidbena svečanost ugarskih kraljeva i kraljica (Die gewöhnliche Krönungsfeier der ungarischen Könige und Königinen, 1790.)
- Statistica Europae (1792.)